# 道镇
道镇，是中华人民共和国陕西省延安市甘泉县下辖的一个乡镇级行政单位。

## 行政区划
道镇下辖以下地区：
道镇社区、道镇村、兰家川村、寺沟河村、阳庄村、府安村、六里峁村、蒲家沟村、纸房村、甄家湾村、漫庄河村、苗山村、米家沟村、麻子街村、蒙家湾村、南义沟村、南寨村、坡底村、贺庄村、柴窑村、三岔口村、东沟村、府村、李湾村、刘庄村、黄好坪村、乔庄村、毛家安村、五里桥村、老仁仓村、施家庄村、背坡村和高家洼村。